# Penhaligon's
Penhaligon's est une maison de parfum britannique créée à Londres en 1870 par le barbier William Henry Penhaligon. Elle appartient au groupe Cradle Holdings Inc.

## Histoire
Né à Penzance en 1848, William Henry Penhaligon ouvre à Londres au 66 Jermyn Street avec son associé, un certain Jeavons, un salon de barbier en 1867, situé juste à côté des bains turcs fréquentés par la clientèle chic du quartier de Piccadilly. En 1872, William lance Hammam Bouquet, ayant remarqué que les bains de vapeur soufrée laissait une odeur désagréable sur le corps.
Penhaligon devient le symbole de la parfumerie au temps de la reine Victoria dont il devient le fournisseur officiel peu avant 1900, puis de la reine Alexandra. Elle compte parmi ses clients une grande partie de l'aristocratie anglaise et de la famille royale. William passe le flambeau à son fils Walter en 1902 et une deuxième boutique ouvre au 33 St. James's Street. Cette même année, le parfum Blenheim Bouquet est créé sur commande de Charles Spencer-Churchill, le 9ème Duc de Marlborough.  
La marque périclite peu après la disparition des fondateurs, sans doute au moment de la Première Guerre mondiale. Une eau de Cologne est pourtant lancée en 1927 (rééditée en 1992). 
La boutique originelle est détruite durant le blitz de 1941 et une nouvelle ouvre en 1975 à Covent Garden et depuis lors, six autres ont ouvert dans la capitale britannique. Une boutique parisienne existe également.
Aujourd'hui, cette marque est plutôt axée sur la clientèle masculine mais propose aussi des fragrances pour femmes.
La compagnie est acquise par Fox Paine & Company et puis passe aux mains du groupe Puig en 2015.

## Catalogue
Parmi ses parfums prestigieux, citons :
- Hammam Bouquet - 1872
- Blenheim Bouquet - 1902 (conçu originellement pour hommes)
- Douro - 1910
- English Fern - 1911
- Lily of the Valley - 1976
- Bluebell - 1978
- Victorian Posy - 1979
- Elisabethan Rose - 1984
- Racquets Formula - 1989
- Cornubia - 1991
- Ninevah - 1995
- Samarkand - 1995
- Quercus - 1996;
- LP No.9 for Ladies - 1998
- LP No.9 for Men - 1999
- Castile - 1999
- Artemisia - 2002
- Endymion - 2003
- Malabah - 2003
- Lavandula - 2004
- Ellenisia - 2004
- Opus 1870 - 2005
- Lily & Spice - 2006, un parfum au lys royal, dit Casablanca et au safran.
- Amaranthyne - 2009
- Sartorial - 2011 (formule de Bertrand Duchaufour)